# 維也納外交學院
維也納外交學院（德語：Diplomatische Akademie Wien，縮寫為DA）又称维也纳国际研究学院（英語：Vienna School of International Studies），是一所位於奧地利維也納的專業研究生院，与维也纳大学和維也納工業大學联合办学，為學生提供專業的國際事務、政治科學、法律、語言、历史和經濟課程和研究生学位。
维也纳外交学院向毕业生授予硕士学位、研究生文凭和博士学位，该校是國際事務專業學院協會(APSIA)的唯一德语地区成员。 维也纳外交学院的现任院长是奥地利外交官和历史学家埃米尔·布里克斯（Emil Brix，1956-）大使。

## 歷史
维也纳外交學院最初由玛丽亚·特蕾西亚在1754年成立，名為帝国与皇家东方语言学院（Kaiserlich-königliche Akademie für Orientalische Sprachen），简称东方学院，為培訓哈布斯堡王朝的外交官而立。19世紀末，東方學院發展成領事學院（Konsularakademie）。如今的外交學院由时任外交部長佈魯諾·克賴斯基於1964年6月1日創立，並於同年9月開放。首任院长为恩斯特·佛罗莱恩·温特。1996年，維也納外交學院從外交部分離出來，自此成為奧地利法律下的自治機構。特蕾西亚學院基金會的公立文法學校也位於同一個建築群，即特蕾西亞學校。 鉴于其根源，外交学院声称是同类学校中历史最悠久的一所致力于专业外交事务培训的学校。
维也纳外交學院的印章顯示雅典娜旁邊有一座金字塔、棕櫚樹和一卷1778年的Anthologia persica，指的是前皇家皇家東方學院。下面是帶有小紋章的哈布斯堡雙頭鷹（1815年），其左右兩側是波斯文，上面寫著“為法律，為國王”。

## 院系
维也纳外交学院设有三个学系（Department），分别是政治学与国际关系学系、国际历史学系和国际经济学系。

## 課程
| 硕士                                                                   | 博士                     | 非学历                                                |
| ---------------------------------------------------------------------- | ------------------------ | ----------------------------------------------------- |
| 高级國際研究（两年制） 環境科技與國際事務（两年制） 文凭课程（一年制） | 跨学科国际研究（四年制） | 德意志和奧地利区域研究暑期学校 联合国正式语文语言培训 |

### 硕士
學院只提供研究生學位。學生可以選擇修讀兩年制的高级國際研究碩士（Master in Advanced International Studies, MAIS）或環境科技與國際事務碩士（Master of Science in Environmental Technology and International Affairs, MSc ETIA）學位。高级國際研究碩士（MAIS）課程與維也納大學合作提供，環境科技與國際事務碩士（MSc ETIA）學位課程則與維也納工業大學合作提供。
高级國際研究碩士課程自1997/98學年以來开设。第一年的課程提供國際關係、經濟學和國際經濟關係、當代政治史以及國際和歐洲法領域的講座。第二年，重點是具體問題的分析。在獲得的專業知識的基礎上，從至少兩個知識領域的特殊課程和研討會以及撰寫碩士論文的角度研究國際關係的具體問題。環境科技與國際事務碩士課程自2007/08學年以來开设，專門研究國際層面環境措施的製定和實施。第一年在维也纳外交学院完成，教授內容涉及國際法、國際關係、經濟學和歷史，特別考慮環境法、政治和經濟問題。第二年在维也纳工业大学完成，教授內容涵蓋水、空氣和資源管理、環境技術、可持續發展和氣候變化等領域。
研究生还可以参加一年制的文凭课程（Diploma Programme），主要面向职业导向人士。文憑課程设立于1964年，以配合二戰後學院的重新開放。文憑課程旨在傳授國際關係領域的深入知識和技能；修辭、演講和談判技巧等實用技能；危机和公关策略；德語、英語和法語的強化語言培訓。文憑課程的文憑是未完成法律、政治學或經濟學學業的奧地利公民參加高級外交服務（Préalable）入學考試的法律要求。

### 博士
博士项目跨学科国际研究（Interdisciplinary International Studies, IIS）为四年制，第一年为预备阶段，后三年为研究阶段，涉及法学、政治学、国际经济学和国际历史学四个方向，学位分别与维也纳大学法学院、维也纳大学社会科学学院、维也纳大学历史文化学院和维也纳大学语言文化学院联合授予。

### 非学历
此外，学院还提供暑期学校、德语以及六种联合国正式语文——英语、汉语、法语、西班牙语、阿拉伯语和俄语的语言培训、交换项目等非学历教育。其中，汉语培训与维也纳大学孔子学院联合提供。
德意志和奧地利区域研究暑期課程自1997年以來开设，面向所有國籍的學生。閱讀、寫作、口語和聽力技能以小組形式在六個不同的課程級別進行培訓。語言課的主題具有話題性和真實性。優先考慮歷史、政治、經濟和文化內容，特別關注奧地利。
学院使用三種強制性工作語言（英語、法語和德語）的課程，學生還可以學習語言維也納大學语言中心提供的任何语言。英語已成為學院事实上的通用語，即主要的教学和交流语言。自2007年設立政治學和歐洲研究法语講席以來，法語一直保持其傳統重要性。

## 学生生活
維也納外交學院位於維也納市中心的瑪麗亞·特蕾西亞皇后宮殿內。除了研討室和演講室外，外交學院還容納了40個學生房間、一個酒吧、一個健身室、一個花園、一個電腦室和外交部圖書館。鄰近特蕾西亞學校的游泳池也可供學院的學生使用。

## 图集

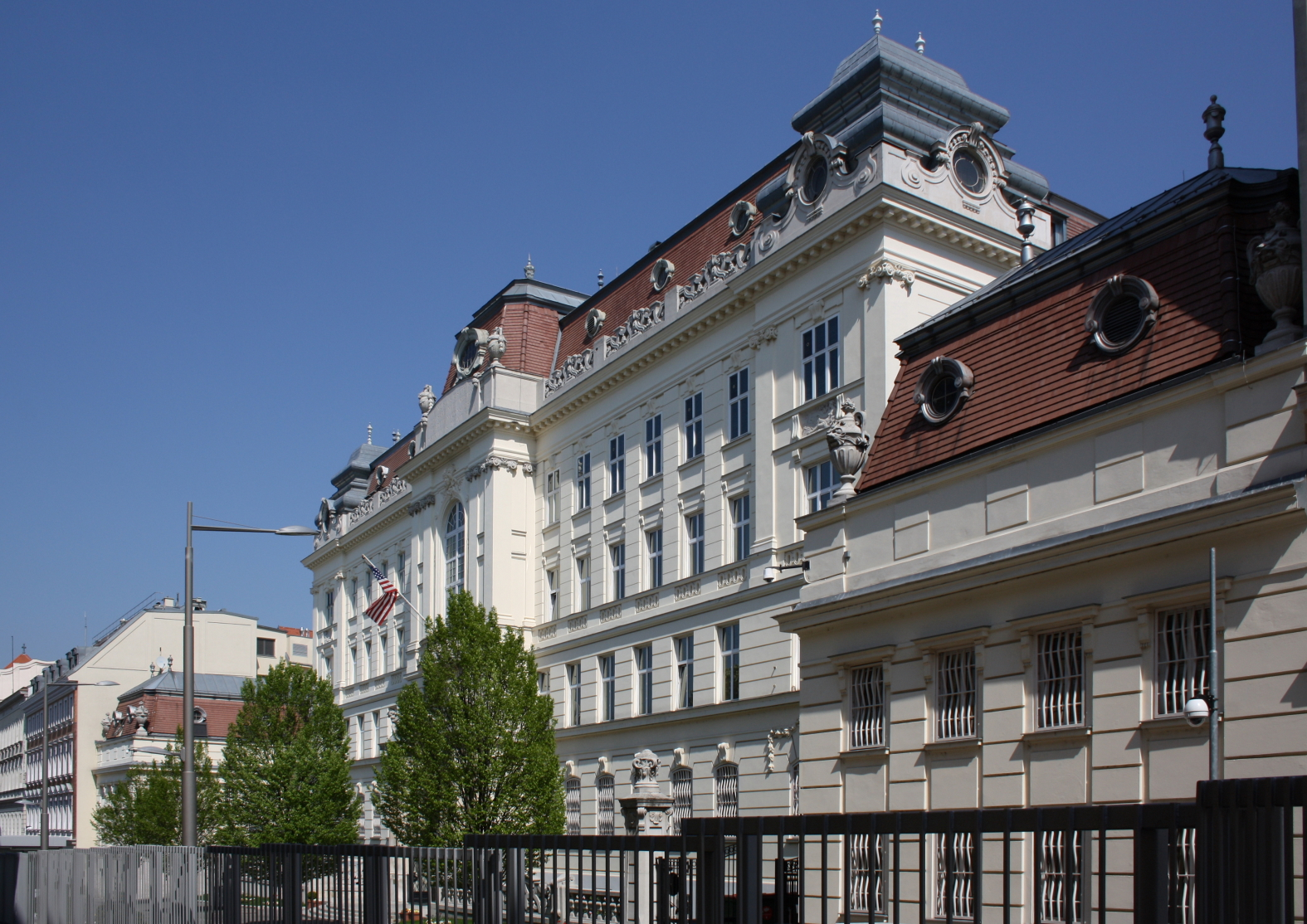
位于Boltzmann胡同16号的前領事學院，由弗朗茨·约瑟夫一世皇帝捐贈，今美國大使館
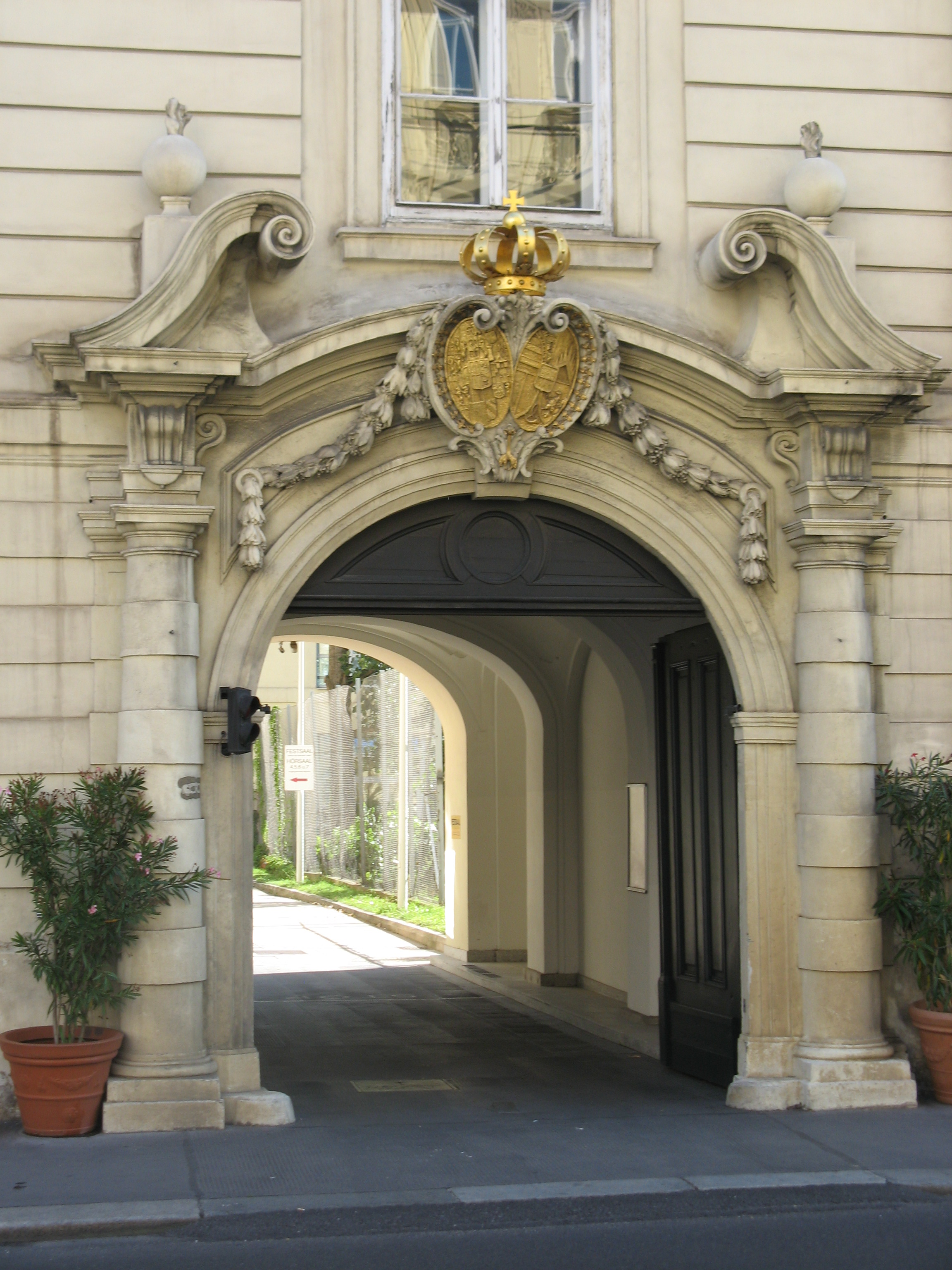
特蕾西亞學校旁的主入口
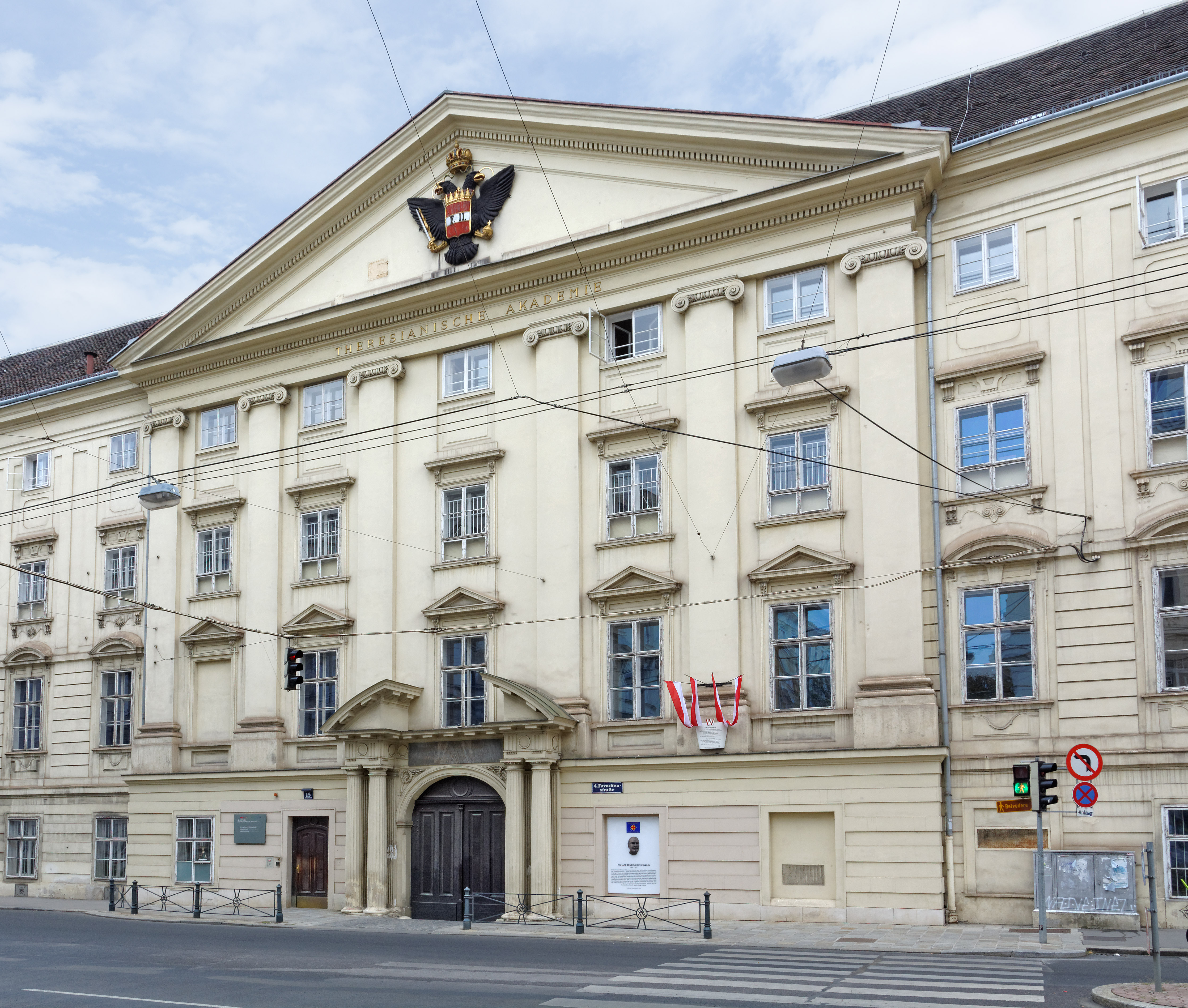
正门
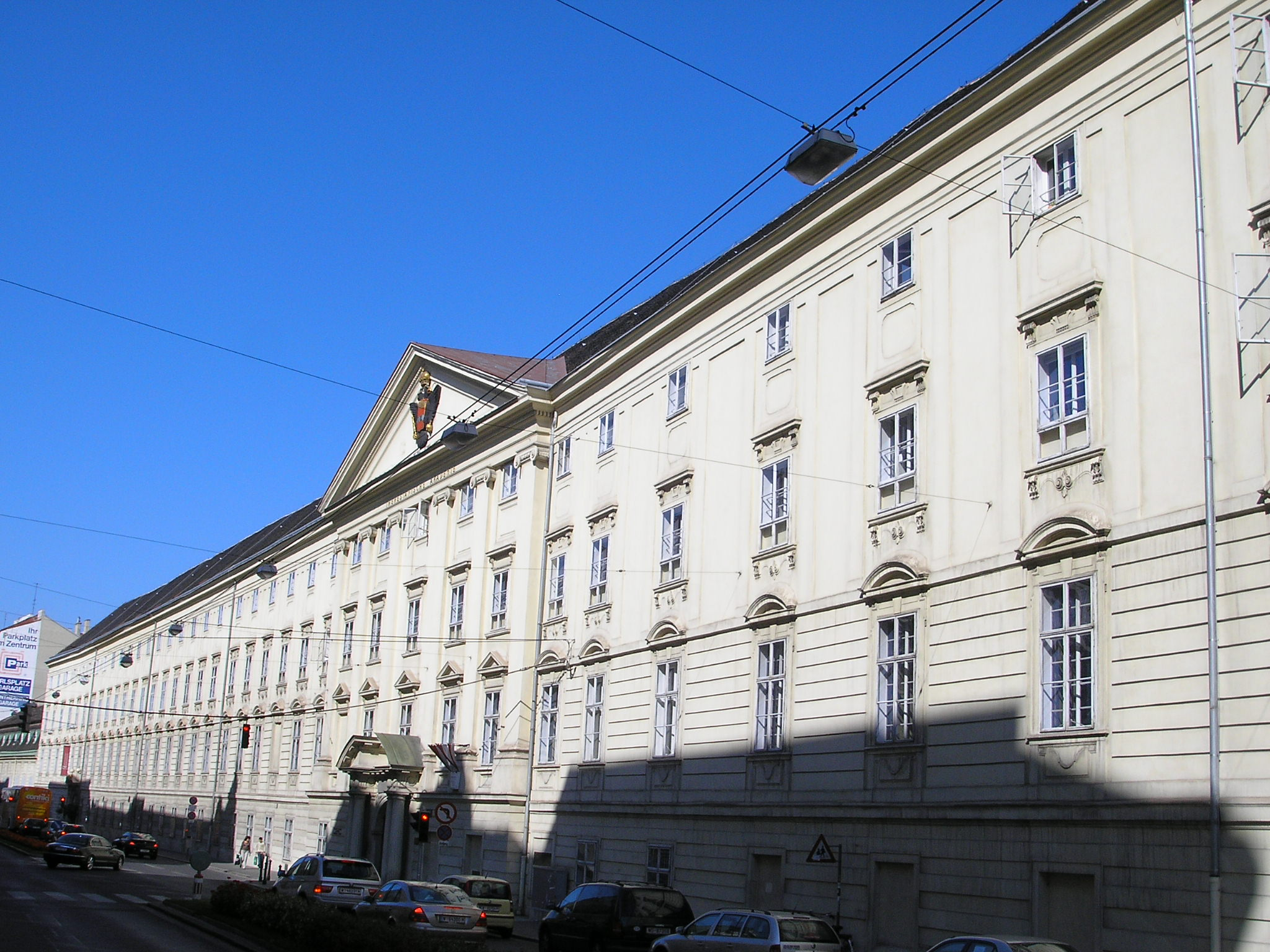
外交學院位於Favoriten大街上的瑪麗亞·特蕾西亞皇后宮殿內，曾被稱為Neue Favorita，通稱特蕾西亞學校
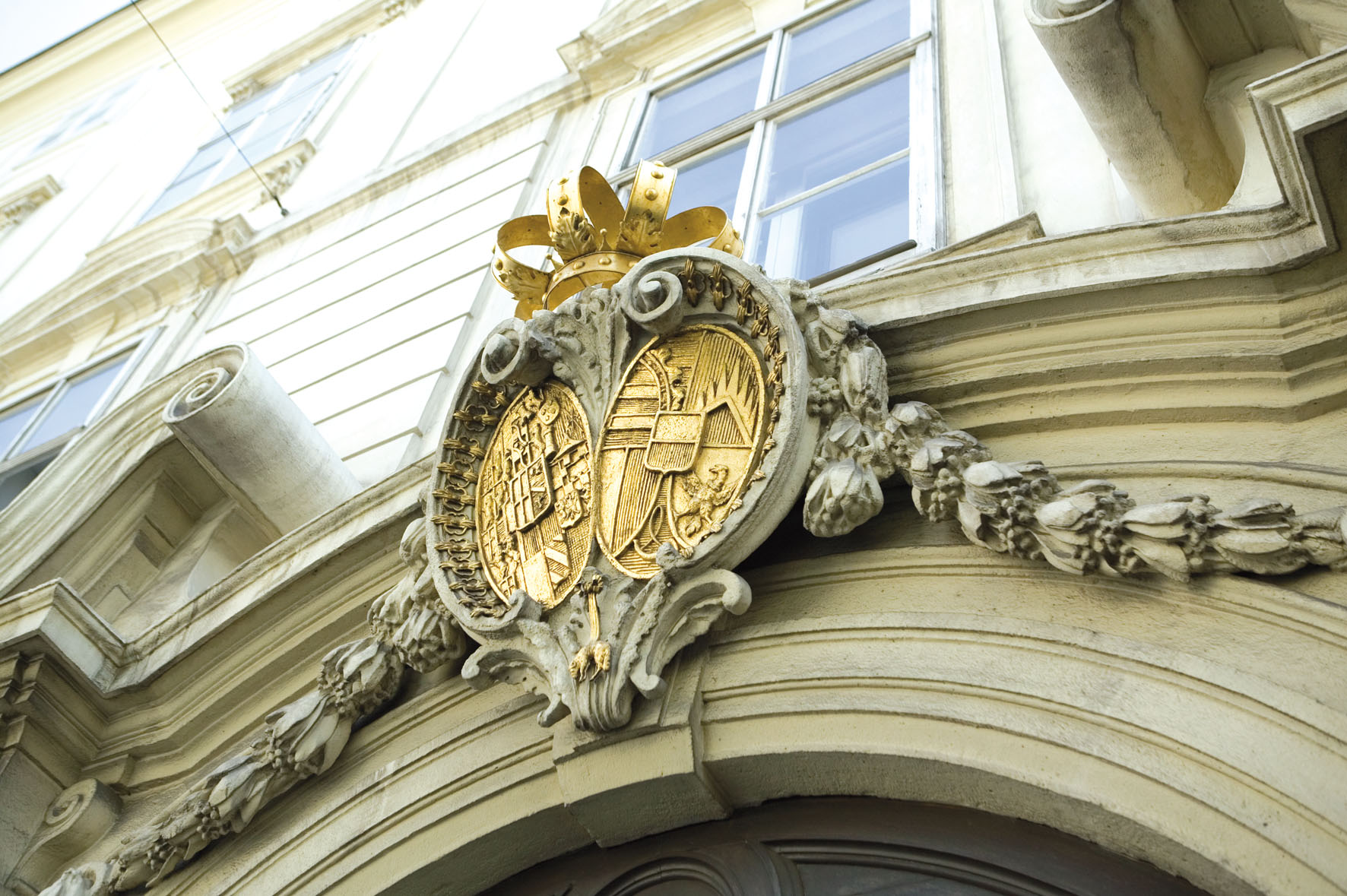
入口處的皇家紋章
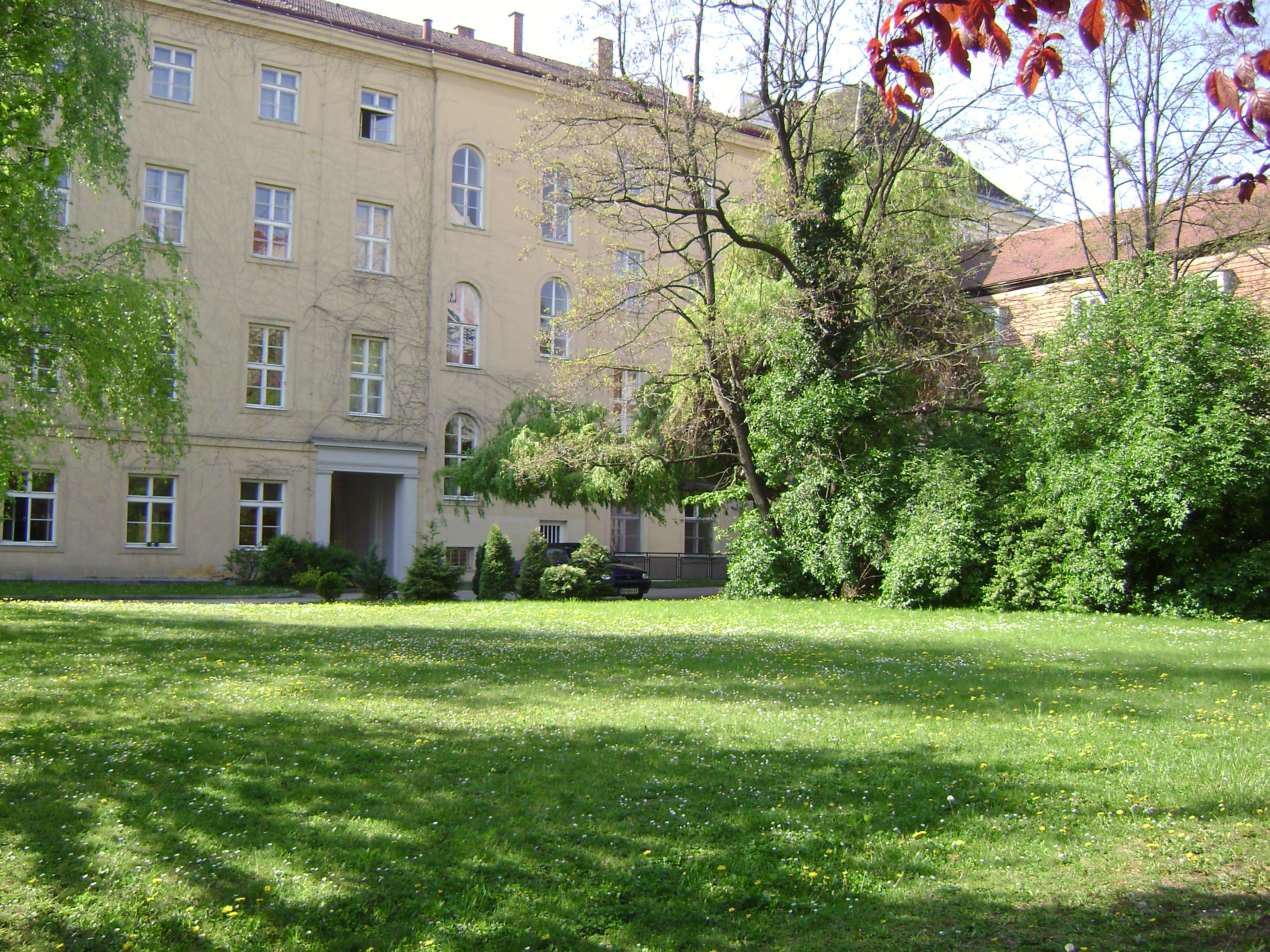
花园
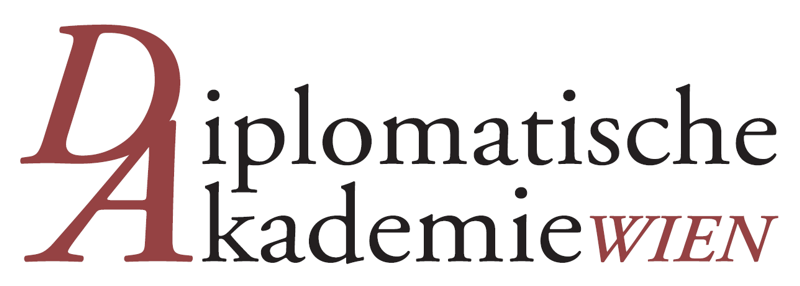
标识
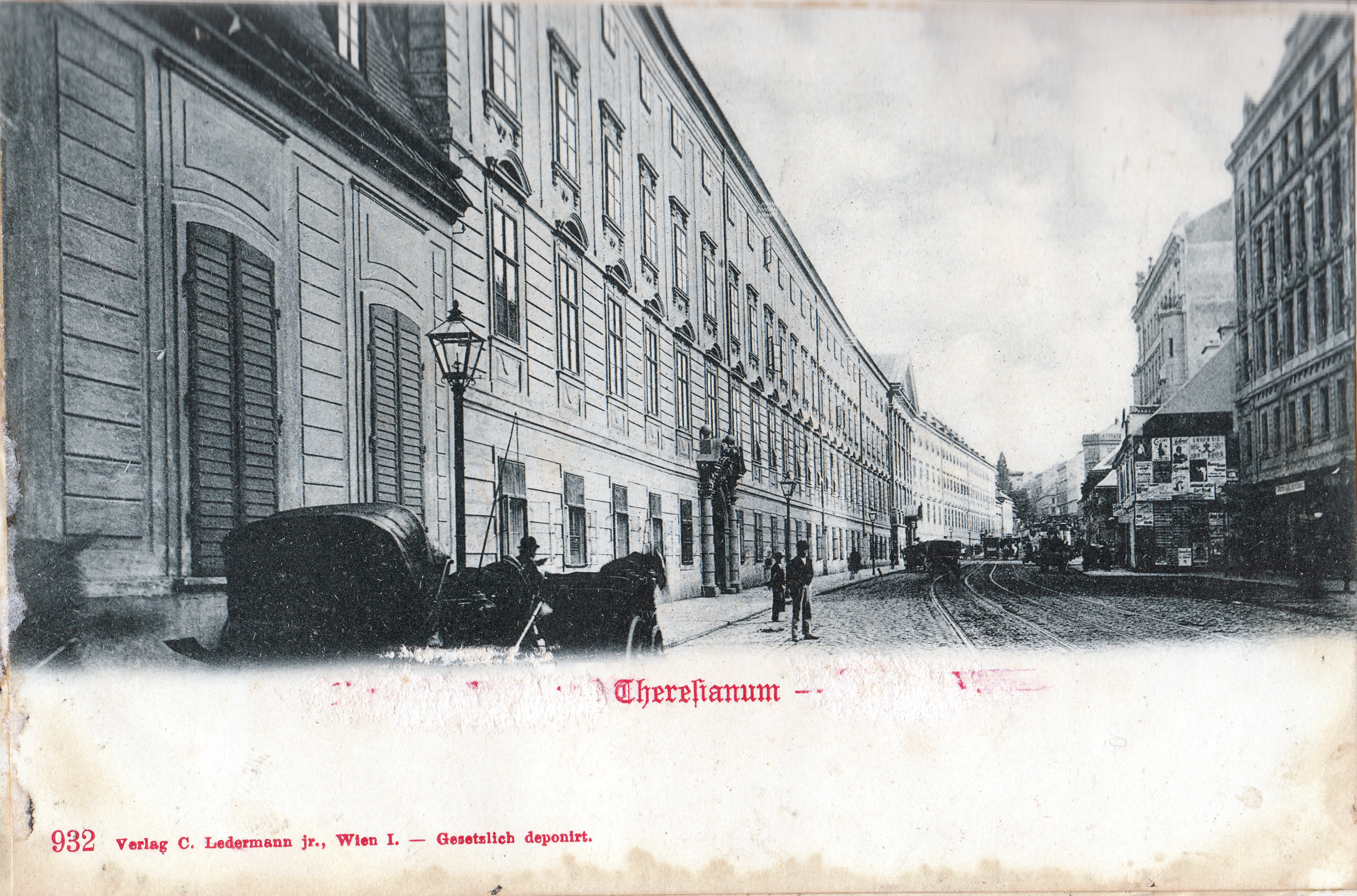
19世纪的特蕾西亞學校

## 歷任校長
- Heinrich Pfusterschmid-Hardtenstein, 1978–1986
- Alfred Missong, 1986–1994
- Paul Leifer, 1994–1999
- Ernst Sucharipa, 1999–2003
- Jiří Gruša, 2004–2008
- Hans Winkler, 2008–2017
- Emil Brix, 2017–

## 知名校友
- 库尔特·瓦尔德海姆：奧地利總統、聯合國秘書長（1939年畢業）
- 塞爾索·阿莫里姆：巴西外交部长（1967年畢業）
- 科琳達·格拉巴爾-基塔羅維奇：第4任克羅地亞總統（1996年毕业）
- 迈什泰尔哈齐·奥蒂洛：匈牙利社會黨主席（1998年毕业）
- 伊戈尔·卢克希奇：黑山總理（1999年畢業）
- 約翰·古德努斯：奥地利自由党领导人（2005年毕业）

## 延伸阅读
- Oliver Rathkolb (Hrsg.): 250 Jahre. Von der Orientalischen zur Diplomatischen Akademie in Wien, Studienverlag, Innsbruck u. a. 2004, ISBN 3-7065-1921-6.
- Heinrich Pfusterschmid-Hardtenstein: Kleine Geschichte der Diplomatischen Akademie Wien, Wien 2008, ISBN 3-902021-56-X.

## 外部鏈接
- 官方网站

48°11′38″N 16°22′13″E / 48.1938°N 16.3704°E